# كازاريل
كازاريل هي كومونا في مقاطعة ميلان في منطقة لومباردي الايطالية، و تقع علي بعد حوالي 15 كيلو متر(9 ميل) جنوب غرب ميلانو.
اعتباراً من 31 ديسمبر 2004م، كان عدد سكانها 3637 نسمة ومساحتها 7.3 كيلومتر مربع (2.8 ميل مربع). تقع مدينة كازاريل على حدود البلديات التالية: لاكياريلا، فيرنات، بيناسكو، روجنانو، جيوساغوا.